# Saara (Greiz)
Pour les articles homonymes, voir Saara.
Saara est une commune de Thuringe (Allemagne), située dans l'arrondissement de Greiz. Elle fait partie de la Communauté d'administration de Münchenbernsdorf (Verwaltungsgemeinschaft Münchenbernsdorf).

## Géographie

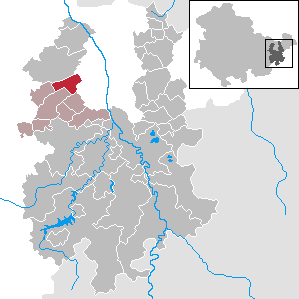
Situation de la commune (en rouge) dans l'arrondissement

Saara est située au nord-ouest de l'arrondissement, à la limite avec la ville libre de Gera, dans la vallée de la Saarbach. La commune appartient à la communauté d'administration de Münchenbernsdorf et se trouve à 6 km au sud-ouest de Gera et à 35 km au nord-ouest de Greiz, le chef-lieu de l'arrondissement.
La commune est composée des villages de Großsaara, Kleinsaara et Geißen (anciennes communes).
Communes limitrophes (en commençant par le nord et dans le sens des aiguilles d'une montre) : Kraftsdorf, Gera, Hundhaupten, Münchenbernsdorf et Lindenkreuz.

## Histoire
La première mention de Großsaara et Kleinsaara date de 1513 mais Geißen est cité dès 1121.
Ces trois villages ont fait partie des territoires de la Principauté de Reuss branche cadette (cercle de Gera) jusqu'en 1918.
Ils rejoignent le land de Thuringe en 1920 (arrondissement de Gera).
Après la Seconde Guerre mondiale, ils sont intégrés à la zone d'occupation soviétique puis à la République démocratique allemande en 1949 (district de Gera, arrondissement de Greiz).
Depuis 1994, ils font partie du nouvel arrondissement de Greiz dans l'état libre de Thuringe recréé.

## Démographie
Commune de Saara dans ses limites actuelles :
| 1910 | 1933 | 1939 | 1995 | 2000 | 2005 | 2010 |
| ---- | ---- | ---- | ---- | ---- | ---- | ---- |
| 563  | 565  | 574  | 746  | 734  | 675  | 590  |

## Communications
Saara est traversée par la route régionale L1076 Gera-Sankt Gangloff-Stadtroda. La L1078 rejoint Münchenbernsdorf et l'autoroute A9.